# Calmira
Calmira je alternativní shell pro Windows 3.1x - přináší vzhled podobný Windows 95 (zvládne všechny funkce, které ve Windows 3.1x obstarávaly Správce programů a Správce souborů). Obsahuje hlavní panel s nabídkou Start, Průzkumníka (Calmira Explorer) a možnost umisťovat na plochu zástupce.
Calmira je vyvíjena pod licencí GNU/GPL. Vzhledem k tomu, že se jedná o open source software, existuje v současnosti několik odnoží Calmiry - Calmira II (snaží se vypadat jako Windows 95), Calmira XP (snaží se vypadat jako Windows XP) a Calmira LFN (snaží se vypadat jako Windows 98 a podporuje dlouhé názvy souborů).
Calmira existuje v několika jazycích včetně češtiny.

## Historie Calmiry
S vývojem Calmiry začal Li-Hsin Huang a to již roku 1995. První použitelná verze (a to 1.0) spatřila světlo světa roku 1997. Vývoj Calmiry dále pokračoval až do roku 1998, kdy byla vydána verze 2.2 (tato verze byla přeložena do několika jazyků včetně češtiny). Poté Li-Hsing vývoj Calmiry ukončil.
Naštěstí se našla skupina nadšenců, kteří v čele s Erwinem Dokterem založili Calmira Team a rozhodli se ve vývoji Calmiry pokračovat. Svoji „odnož“ Calmiry pojmenovali Calmira II a verze začali číslovat od čísla 3.0. Jejich poslední verze je Calmira II 3.3 (ta už byla také přeložena do češtiny). Calmira Team se snažil vzhled Calmiry co nejvíce připodobnit Windows 95 (původní Li-Hsingova Calmira například vůbec neobsahovala ikony z Windows 95).
Vzhledem k tomu, že je Calmira volně šiřitelná (včetně zdrojových kódů), objevily se poté také další „odnože“ Calmiry – a to Calmira LFN, Calmira XP a Calmira Longhorn.
Calmiru LFN vyvíjí Alexandre Rodrigues de Sousa a to od roku 2004. Poslední vydaná verze je Calmira LFN 3.3. Byla odvozena od Calmiry II 3.3. Navíc obsahuje podporu dlouhých názvů a vzhledem připomíná Windows 98. Více se o ní dozvíte na stránkách jejího autora .
Calmiru XP vyvíjí tým holandských nadšenců. Snaží se hlavně o to, aby Calmira vypadala co nejvíce jako Windows XP. Poslední vydaná verze je Calmira XP 3.31 – je odvozena od Calmiry II 3.3.
Calmiru Longhorn vyvíjí slovenský programátor Peter Protuš, ale není lokalizována do slovenštiny ani češtiny a existuje pouze jako anglická a francouzská verze. Aktuálni verze je Calmira Longhorn 3.6 Calmira Longhorn